# Olula de Castro
Olula de Castro és una localitat de la província d'Almeria, Andalusia. L'any 2005 tenia 150 habitants. La seva extensió superficial és de 34 km² i té una densitat de 4,4 hab/km². Les seves coordenades geogràfiques són 37° 10′ N, 2° 28′ O. Està situada a una altitud de 1010 metres i a 54 quilòmetres de la capital de la província, Almeria.

## Demografia
| 1996 | 1998 | 1999 | 2000 | 2001 | 2002 | 2003 | 2004 | 2005 | 2006 |
| ---- | ---- | ---- | ---- | ---- | ---- | ---- | ---- | ---- | ---- |
| 197  | 178  | 189  | 192  | 189  | 180  | 165  | 155  | 150  | 191  |